# Bundeskanzleramt (Bonn)

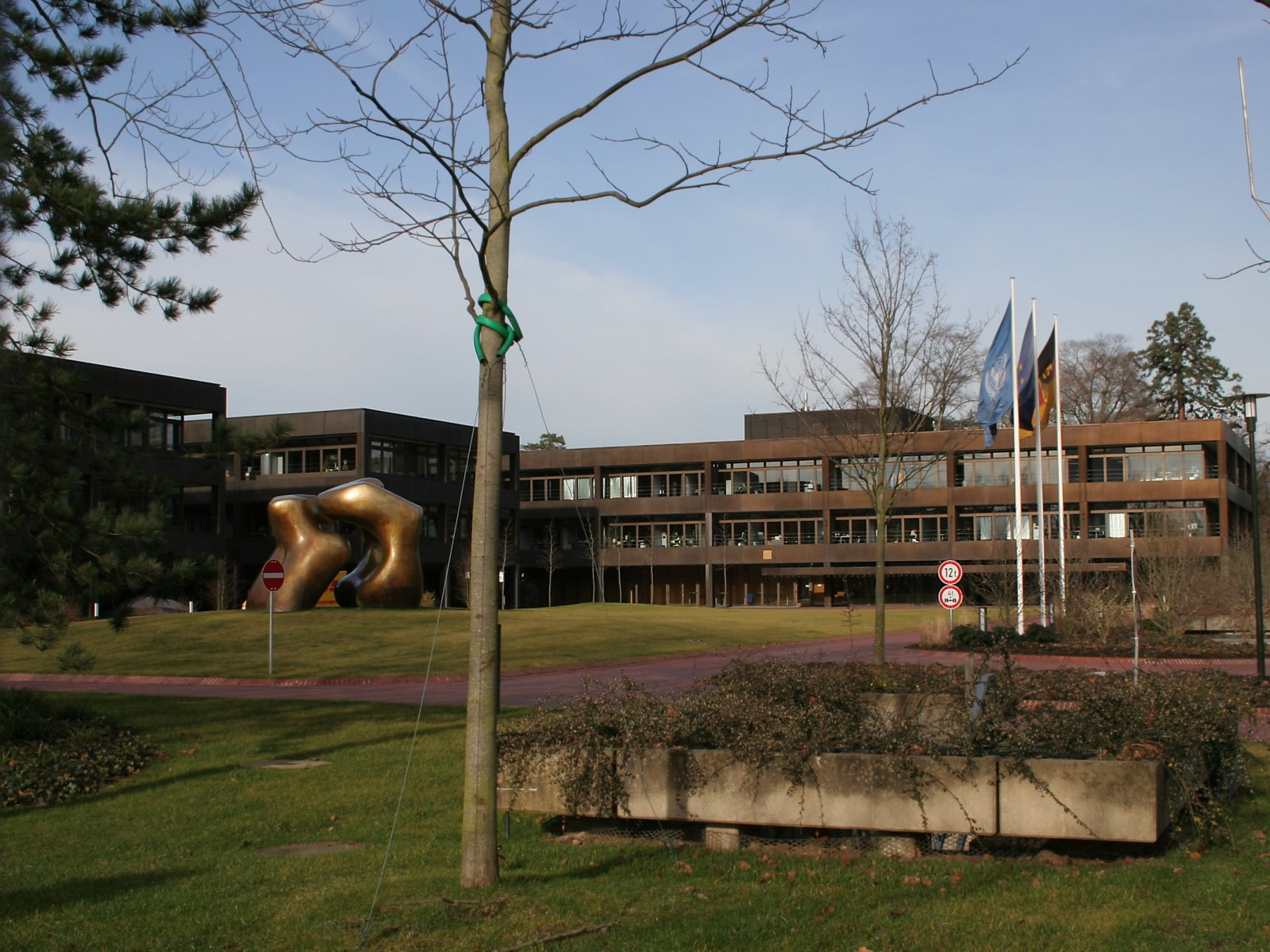
Kanzleramtsgebäude (2007)

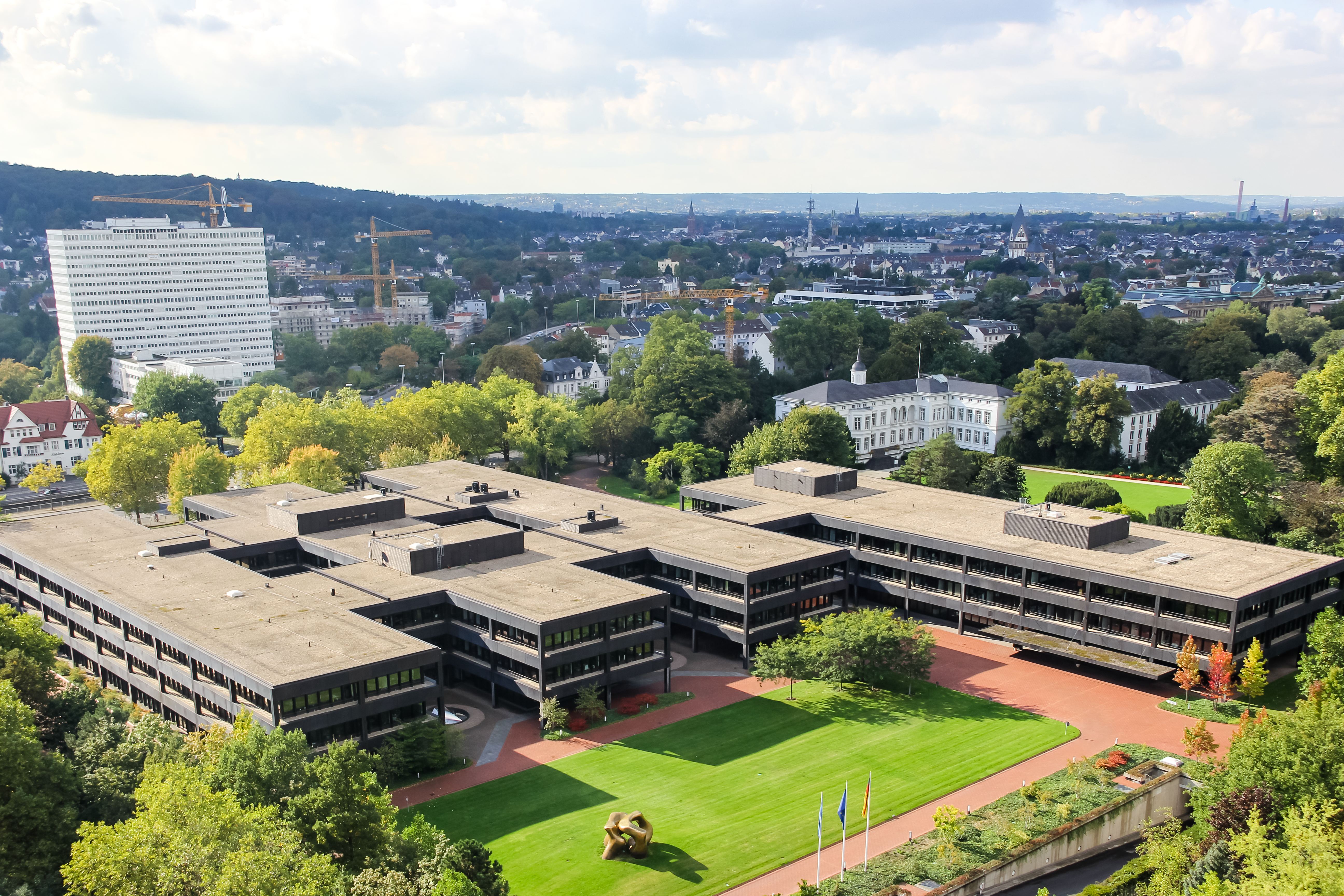
Ehemaliges Bundeskanzleramt, Ansicht vom Marriott Hotel (2016)

Das Bundeskanzleramtsgebäude in Bonn war von 1976 bis 1999 Sitz des Bundeskanzleramtes der Bundesrepublik Deutschland und beherbergt seit 2005 das Bundesministerium für wirtschaftliche Zusammenarbeit und Entwicklung. Es liegt im Ortsteil Gronau an der Adenauerallee 139 (Bundesstraße 9) im Zentrum des Bundesviertels und ist eine Station des Geschichtsrundwegs Weg der Demokratie.
1999 wurde der Hauptsitz des Bundeskanzleramtes nach Berlin verlegt, zunächst in das Staatsratsgebäude, dann in den Neubau am Spreebogen; Zweitsitz des Bundeskanzleramtes ist seit 2001 das zur Liegenschaft gehörende Palais Schaumburg. Das Areal des ehemaligen Bundeskanzleramts, das noch einige weitere Gebäude umfasst, steht als Baudenkmal unter Denkmalschutz.

## Lage
Das Areal des ehemaligen Bundeskanzleramts (Adenauerallee 139–141/Dahlmannstraße 4) mit Hauptzugang über die Dahlmannstraße erstreckt sich von der Adenauerallee/Bundeskanzlerplatz (Bundesstraße 9) im Südwesten bis zum Rheinufer im Nordosten. Nordwestlich grenzt das Grundstück der Villa Hammerschmidt (Amtssitz Bundespräsident) an, südlich das durch einen verschließbaren öffentlichen Durchgang getrennte Presse- und Informationsamt der Bundesregierung sowie östlich die ehemalige Landesvertretung Nordrhein-Westfalens. Das frühere Bundeshaus liegt etwa 200 m östlich.

## Geschichte

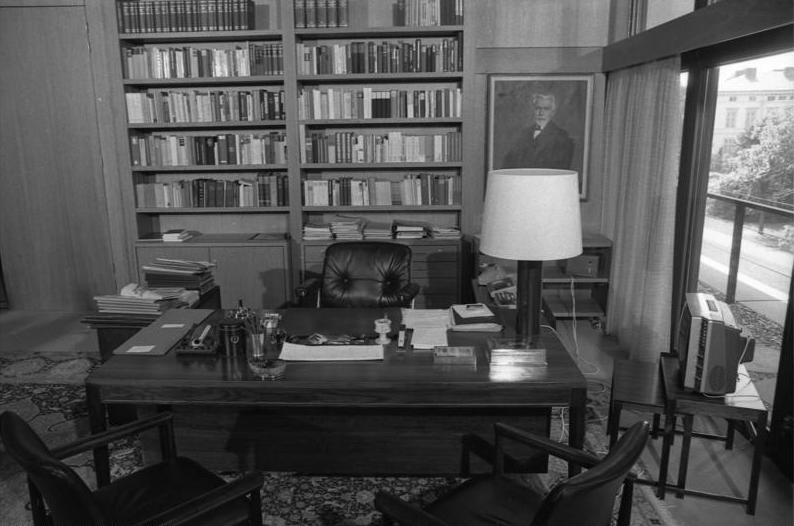
Schreibtisch des Bundeskanzlers Helmut Schmidt, 1976

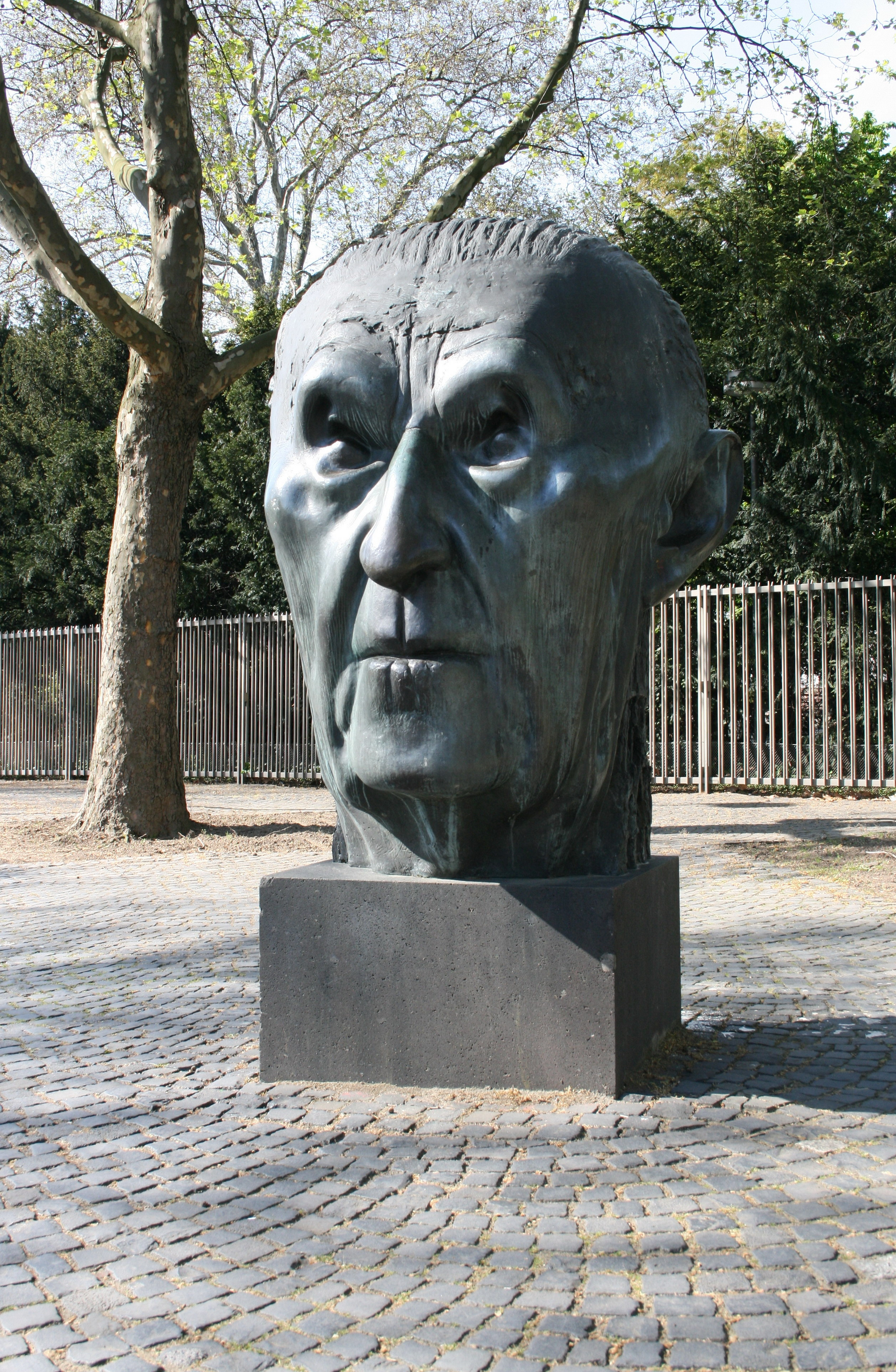
Adenauer-Plastik von Hubertus von Pilgrim

Als erstes eigenes Gebäude für das Bundeskanzleramt in Bonn mit anfänglich 120 Mitarbeitern diente ab November 1949 nach einer provisorischen Anfangsunterbringung im Museum Koenig das Palais Schaumburg. 1954/55 entstanden als Häuser 2 und 3 baulich angebundene Erweiterungsbauten („Altes Kanzleramt“), die im August 1955 bezogen wurden. Das zu Beginn noch dem Bundeskanzleramt angegliederte Presse- und Informationsamt der Bundesregierung erhielt 1956 einen nahegelegenen Neubau. 1963/64 wurde im Park des Palais der Kanzlerbungalow als Wohn- und Empfangsgebäude des Bundeskanzlers errichtet. Aufgrund des wachsenden Raumbedarfs mussten einzelne Abteilungen des Bundeskanzleramts mit 134 von insgesamt etwa 260 Mitarbeitern ausgelagert werden (Stand: 1969), darunter die Abteilung IV in die Adenauerallee 120 und die Abteilungen III und V in angemietete Bürogebäude in der Baunscheidtstraße 2 und 15.
1969 wurde das Aufgabenspektrum des Amtes durch die sozialliberale Koalition unter Willy Brandt und dessen Kanzleramtschef Horst Ehmke um verschiedene Aspekte der Bildungs-, Sozial- und Technologiepolitik erweitert. Um den gewachsenen Anforderungen gerecht werden zu können, für die auch das erweiterte Gelände des Palais zu klein geworden war, beschloss das Bundeskabinett in Umsetzung eines Vorschlags der interministeriellen Projektgruppe Regierungs- und Verwaltungsreform bereits am 4. Dezember 1969, ein neues Kanzleramtsgebäude zu errichten. Als Standort legte Kanzleramtschef Ehmke noch im selben Monat die sogenannte Görreswiese an der für den Neubau aufzulassenden Görresstraße unmittelbar südlich des bisherigen Kanzleramts in direkter Nachbarschaft zum Presse- und Informationsamt fest, der damit de facto aus der Gesamtplanung des im Januar 1970 gegründeten städtebaulichen Arbeitskreises Bundesbauten Bonn ausgeklammert wurde. Die Planung des Neubaus erfolgte nach organisationskybernetischen Maßstäben unter Beteiligung der von Wolfgang und Eberhard Schnelle geleiteten Unternehmensberatung Quickborner Team; auf einen repräsentativen Staatsbau mit nationaler Symbolik sollte zugunsten einer architektonischen Effizienzlösung verzichtet werden. Zunächst wurde nach einem Beschluss im Februar 1970 im Park nahe Haus 3 bis April 1971 für 1,5 Millionen DM ein Planungspavillon als Fertighaus erstellt, das später auch als Baubüro dienen sollte. Mit der Planung des eigentlichen Neubaus wurde die Planungsgruppe Stieldorf beauftragt, die aus einem bundesweit am 2. November 1970 offen ausgeschriebenen Architektenwettbewerb – dem ersten seit Bestehen der Bundesrepublik – am 12. Mai 1971 als Sieger hervorging. Zwischen Oktober 1972 und Januar 1973 musste die Planung aufgrund einer Haushaltssperre pausieren, die Voraussetzungen für einen Baubeginn bestanden schließlich seit der Verabschiedung des Bundeshaushalts 1973 im Juni 1973. Für die künstlerische Ausgestaltung der Gebäude und des Außenbereichs fand 1974 ein eigener Wettbewerb statt. Am 27. November 1973 begannen mit dem Ersten Spatenstich die Bauarbeiten, am 15. Oktober 1974 wurde Richtfest gefeiert und der Bezug des Neubaus nach der feierlichen Schlüsselübergabe am 1. Juli 1976 fand zwischen dem 2. und 4. Juli 1976 statt; die erste Kabinettssitzung am neuen Standort folgte am 7. Juli 1976. Das Palais Schaumburg wurde weiterhin, aber vorwiegend zu Repräsentationszwecken genutzt und das „Alte Kanzleramt“ vom Auswärtigen Amt übernommen. Der Neubau war auf Zuwachs hin konzipiert und stand deshalb zu Beginn teilweise noch leer.

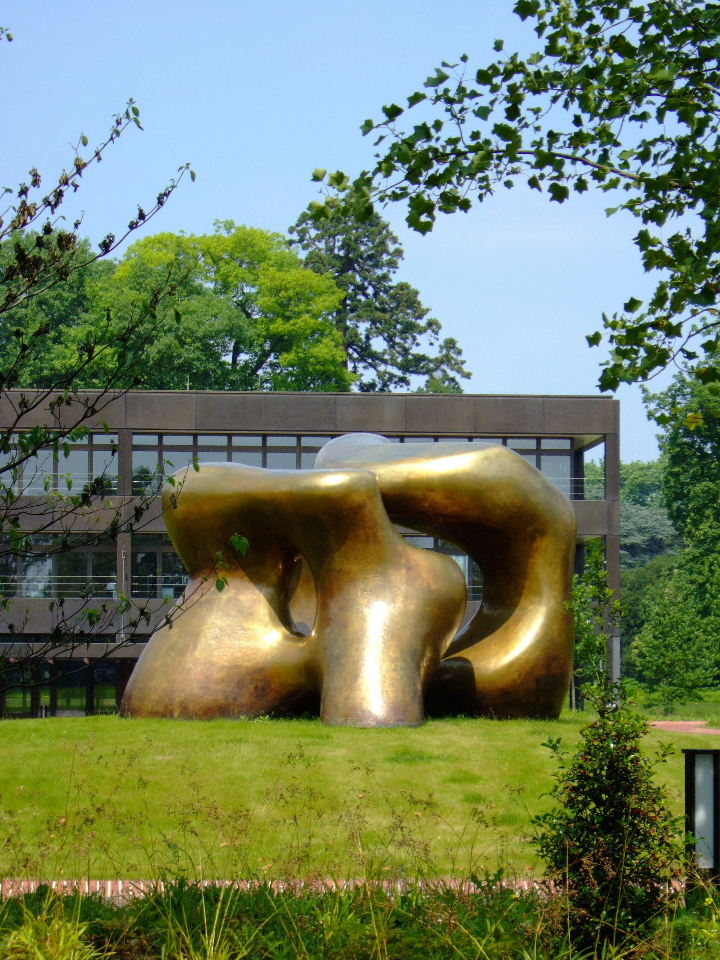
Skulptur von Henry Moore

Der Vorplatz wurde in seiner ursprünglichen Form vom Landschaftsarchitekten Hans Luz und dem Bildhauer Hans Dieter Bohnet gestaltet. Der erste Hausherr Helmut Schmidt ließ ihn 1979 umgestalten, wobei eine große Grünfläche angelegt und dort die Skulptur Large Two Forms von Henry Moore (heute denkmalgeschützt) aufgestellt wurde. Im Mai 1982 wurde auf dem außerhalb gelegenen Bundeskanzlerplatz eine Kopfplastik von Konrad Adenauer aufgestellt, die zum Symbol der Bonner Republik wurde. Längster Hausherr im Kanzleramtsgebäude war von 1982 bis 1998 Helmut Kohl.
Im Zuge der Verlegung des Regierungssitzes zog das Bundeskanzleramt im Spätsommer 1999 unter Bundeskanzler Gerhard Schröder mit seinem Hauptsitz nach Berlin um; die letzte Kabinettssitzung fand hier am 28. Juli statt. Im Bonner Bundeskanzleramtsgebäude wurde zunächst ein zweiter Dienstsitz belassen, der im Mai 2001 in das Palais Schaumburg verlegt wurde. Zugleich wurde das Gebäude mit den Häusern 2 und 3 (Liegenschaft Adenauerallee Süd) dem Bundesministerium für wirtschaftliche Zusammenarbeit und Entwicklung (BMZ) übergeben. Damit das Ministerium in die Liegenschaft einziehen konnte, wurde im Zeitraum von 2001 bis 2005 eine umfangreiche denkmalgerechte Generalinstandsetzung bei Kosten von 57 Millionen Euro durchgeführt, in deren Gesamtumfang eine der in Deutschland größten Spritzasbest-Sanierungsmaßnahmen erfolgreich umgesetzt wurde. Das BMZ zog anschließend im Dezember 2005 aus dem „Bonn-Karree“ südlich der Museumsmeile in das ehemalige Kanzleramt um. Die Sanierung von Haus 3 für das BMZ erfolgte erst 2007. 2016 wurden der Betrieb und das Eigentum an der Liegenschaft der Bundesanstalt für Immobilienaufgaben übertragen. Zukünftig sollen auf Basis eines Liegenschaftsenergiekonzepts verschiedene Maßnahmen zur energetischen Sanierung des Gebäudes durchgeführt werden, zunächst die energetische Ertüchtigung des Flachdachs und die Errichtung von Photovoltaikanlagen (Stand: Mitte 2021).
2016 wurde auf Initiative von Bundesentwicklungsminister Gerd Müller das Kanzlerzimmer mit den früheren Möbeln und Einrichtungsgegenständen von Helmut Schmidt rekonstruiert; es ist seit Januar 2017 ebenso wie der Empfangsraum („Heckelzimmer“) und der Kabinettssaal im Rahmen von Führungen durch das Haus der Geschichte zugänglich.

## Liegenschaft
Der ehemalige Sitz des Bundeskanzleramts umfasst auf insgesamt 109.000 m² neben dem als funktionales Verwaltungsgebäude konzipierten Neubau von 1973–76 (Haus 1) mit dem zugehörigen Vorplatz (Ehrenhof) und der darunter liegenden Tiefgarage das nach dessen Fertigstellung der Repräsentation und dem Empfang dienende Palais Schaumburg, den Kanzlerbungalow als Wohn- und Empfangsgebäude sowie Gästehaus des Bundeskanzlers, das Kanzler-Teehaus und die ursprünglich zum Palais gehörende Parkanlage, in der sich auch der zum Dienstsitz gehörige Hubschrauberlandeplatz und ein Wirtschaftsgebäude („Römerhof“) befinden. An der Dahlmannstraße liegt die gemeinsam mit dem Neubau von 1973–76 entstandene Hauptpforte (Wach- und Pförtnerhaus); zur Adenauerallee hin aus derselben Bauzeit ein über das Tiefgeschoss ihm angeschlossenes ehemaliges BGS-Gebäude (Haus 4). Zur Liegenschaft gehören auch die nach 1976 nicht mehr vom Bundeskanzleramt genutzten Häuser 2 und 3 (heute BMZ) als Anbauten an das Palais Schaumburg. Die Durchfahrt zu den hinter dem Neubau gelegenen Gebäuden erfolgt durch die Tiefgarage, deren Einfahrt sich direkt an die Hauptpforte anschließt.

## Architektur

### Baubeschreibung
Das Bundeskanzleramtsgebäude (Haus 1) besteht aus einem dreigeschossigen Komplex mit zwei Untergeschossen, der sich in zwei Bauteile gliedert: den sogenannten „Abteilungsbau“ (auch „Verwaltungsbau“ genannt) und den „Kanzler- und Kabinettsbau“. Der Abteilungsbau fußt auf einem Grundrissraster, das jeweils knapp 100 m² stützenfreie Flächen im Innern erzeugt, und wird durch den auf der Rheinseite (im Osten) gelegenen Haupteingang betreten. Nördlich des Abteilungsbaus liegt versetzt der wesentlich kleinere Kanzler- und Kabinettsbau mit separatem Eingang. Die Erdgeschossfassaden sind hier weitgehend zurückgesetzt und vollverglast, um einen größtmöglichen Durchblick in die dahinter liegende alte Parklandschaft zu ermöglichen (zur Planungszeit hatte es noch Überlegungen gegeben, das Gelände der Öffentlichkeit zugänglich zu machen). Dem Abteilungsbau zur Adenauerallee hin vorgelagert und über das Tiefgeschoss angeschlossen ist ein langgestreckter Riegel mit den ehemaligen Räumen für das Sicherheitspersonal des Bundesgrenzschutzes (Haus 4). Im ersten Untergeschoss des Hauptbaus befinden sich fünf jeweils 120 m² große Schutzraumkomplexe für insgesamt 500 Personen, die jeweils in zwei eigenständige Schutzräume gegliedert und mit Stühlen und Betten sowie teilweise mit Notausgängen ausgestattet sind.
Die freie Stahlskelettkonstruktion (mit nur sechs Betonkernen als Festpunkten) erlaubt durch veränderbare Wände die Anpassung an alle organisatorischen Anforderungen. Die geringe Höhenentwicklung (unterhalb der Baumkronen des Parks und dem First des Palais Schaumburgs) bei einem Neubauvolumen von über 200.000 m³ Kubatur, 30.000 m² Nutzflächen und 13.000 m² Fassade begründete die Entscheidung der Jury für Preis und Ausführung. Mit einem abhörsicheren internationalen Konferenzraum („NATO-Saal“) im Erdgeschoss des Abteilungsbaus, der in einer dreireihigen Sitzordnung Platz für 83 Personen bietet, wurde eine Vorgabe der NATO an Regierungsbauten erfüllt. Ebenfalls neu hinzugekommen im Vergleich zum Palais Schaumburg waren ein Presse- und Informationsraum für Pressekonferenzen der Bundesregierung im Erdgeschoss sowie ein an die Kabinetträumlichkeiten angeschlossenes knapp 400 m² großes Lagezentrum – zu aktivieren im Krisenfall – im ersten Obergeschoss des Kanzler- und Kabinettsbaus.

### Bautypologische Einordnung
Im internationalen Maßstab ist die Aufgabe des vollständigen Neubaus einer Regierungszentrale selten, da diese meist in umgebauten und erweiterten traditionsreichen Altbauten aus früheren Herrschaftsformen beheimatet ist. Dieser Tradition folgte am Bonner Sitz des Bundeskanzleramts zunächst das Palais Schaumburg mit seinen Erweiterungsbauten von 1954/55, das im nationalgeschichtlichen Vergleich eine Entsprechung im Palais Schulenburg in der Berliner Wilhelmstraße als Sitz der Reichskanzlei ab 1878 findet. Der Erweiterungsbau für die Reichskanzlei von 1928–30 wiederum kann trotz seiner baulichen Anbindung an das Palais insofern als Vorläufer für den Neubau des Bonner Kanzleramts von 1973–76 gelten, als hier erstmals aufgrund gewachsener Aufgaben der Behörde alle dienstlichen Funktionen in einen eigenen Bauteil ausgelagert wurden und das Erscheinungsbild als nüchtern-sachliches Verwaltungsgebäude seinerzeit ebenfalls auf Kritik stieß. Neu als Gestaltungsprinzip einer deutschen Regierungszentrale war beim Bonner Neubau unter anderem das übersichtliche geometrische Grundriss-Raster.
Während es sich beim Bonner Sitz des Bundeskanzleramts in seinem Endzustand um ein in eine historische Parkanlage eingebettetes dreiteiliges Regierungszentrum aus Neubau von 1973–76, Palais Schaumburg und Kanzlerbungalow handelte, nimmt das als staatliches Symbol und fernsehgerechte Kulisse konzipierte, städtebaulich dominierende Berliner Bundeskanzleramt die Funktionen Leitung und Verwaltung, Repräsentation/Empfang und Wohnen in einem auf. Die Neubauplanung für das Berliner Bundeskanzleramt orientierte sich am Bonner Raumprogramm, das für funktional befunden wurde, darunter in der Trennung zwischen Leitungsbereich und Bereich der allgemeinen Verwaltung. Die tatsächliche Raumsituation in Berlin unterscheidet sich jedoch aufgrund der unterschiedlichen städtebaulichen Anforderungen erheblich und wird gelegentlich als unpraktisch beschrieben. Aufgrund veränderter Rahmenbedingungen wurden dort zudem mehr Räume für Besuchergruppen, Pressevertreter, Dolmetschmerkabinen und Sitzungsräume für Kabinettsmitglieder geschaffen.

### Kunst am Bau
Zu den als Ergebnis des Kunstwettbewerbs von 1974 aufgestellten Arbeiten am Außenbau gehören ein Großes Lichtfeld/Lichtwald von Günter Ferdinand Ris als Installation aus weißen PVC-Röhren (Lichtstäbe) im gepflasterten Durchgang durch den Kanzler- und Kabinettsbau zum Park hin sowie sechs Rundplastiken von Erich Hauser aus Stahl als Bodenreliefs vor dem Erdgeschoss des Abteilungsbaus, die an aufgeblühte Teichrosen erinnern. Innen wurden zwei Arbeiten von Adolf Luther installiert, darunter als kinetisches Objekt drehbare Stelen aus Plexiglas mit Glaslinsen im Foyer des Abteilungsbaus (heute abgebaut und eingelagert) sowie eine Lichtdecke aus 948 Hohlspiegeln mit Plexiglashauben im internationalen Konferenzsaal (NATO-Saal). Im Zuge der Neugestaltung des Vorplatzes 1979 wurde schließlich auf der neugeschaffenen Rasenfläche die Plastik Large Two Forms von Henry Moore aufgestellt. Die Kunstausstattung der Innenräume erfolgte auf Initiative von Helmut Schmidt unter Beteiligung einer ab November 1975 konsultierten Kunstberaterrunde nach einem Konzept von Leopold Reidemeister vor allem mit Leihgaben expressionistischer Werke, nach deren Urhebern wie Erich Heckel (Empfangszimmer) und Emil Nolde (Kanzlerarbeitszimmer) auch einzelne Räume benannt wurden. Dieses Kunstkonzept wurde unter Helmut Kohl im Grundsatz beibehalten.

### Rezeption
Die architektonische Qualität des Bauwerkes war umstritten. Architekturkritiker, darunter am profiliertesten Heinrich Klotz, bemängelten seine für eine Staatsarchitektur unentschlossene und zurückhaltende städtebauliche Stellung. Zum Zeitpunkt der Fertigstellung wurde es vergleichsweise wenig besprochen und seine Rezeption später durch die der Kunstausstattung überlagert, was sich auch in architekturfotographischer Hinsicht in der Marginalisierung der eigentlichen Architektur manifestierte. Bundeskanzler Helmut Schmidt war der Meinung, dass manchen der Bau „eher wie eine etwas zu groß geratene Sparkassenzentrale“ vorkomme. Doch die in der Wettbewerbsausschreibung der Bundesbaudirektion geforderte „städtebauliche Zurückhaltung“, gewisse puristische ästhetische Qualitäten und auch die für funktional befundene Binnengliederung (vollflexibel gestaltbare Grundrisse) werden positiv hervorgehoben.

„Das Bonner Kanzleramt geriet denn auch nur scheinbar zum symbolischen Nullum. In Wahrheit war gerade die bewusste Absage an alle großen Gesten von hoher Symbolkraft. Die ‚Ästhetik einer geschäftigen Nüchternheit‘ (…) signalisierte deutlich: Hier residiert der erste Angestellte der Bundesrepublik, der Geschäftsführer der Deutschland GmbH, in einem Bürohaus, das nichts sein will als ein Bürohaus.“

„Das Bundeskanzleramt (…) war ein akzeptabler Bau, aber es war im Stadtbild nicht eingebunden und vermittelte keine visuellen Werte einer offenen Demokratie.“

„Das Kanzleramt stand stets wegen seiner unentschiedenen städtebaulichen Anbindung und der als ‚Sparkassenarchitektur‘ geschmähten Außenansicht in der Kritik. Es besitzt indes nicht nur eine funktionale Binnengliederung, sondern mit wachsender historischer Distanz auch ästhetische Qualitäten.“

„Dieser von fast allen Kritikern geschmähte, häufig als ‚Sparkasse‘ bezeichnete Bau, ist sicher nicht die Quintessenz dessen, was Bauen in der Demokratie – ein vieldiskutiertes Bonner Thema – bedeutet. Trotzdem ist sie eine der wenigen guten Architekturen im Regierungsviertel.“

„Da jedoch die Architekten darauf achteten, daß die Ausdrucksschwere keinerlei Aufhellung durch differenzierte Mannigfaltigkeit des Details findet, daß auch jede Stütze und jedes Brüstungsband à la Mies van der Rohe in größter Simplizität zum Ausrutschen glatt gehalten ist, kommt es dem Besucher so vor, als müsse der gesamte stählerne Raumkäfig in schwärzester Seriosität eine anhaltende Schwermut ausbrüten, als zöge ein Begräbnis vorbei: – ein schwarzer Tripelkatafalk.“

„Heute (…) präsentiert sich der Bau, der mit Recht als 1. Preis aus dem Wettbewerb hervorging, als das, was verlangt war: als ein nobler, sauber detaillierter, sicher auch gut funktionierender Verwaltungsbau, in dem Seifenprodukte ebenso auf höchster Ebene verwaltet werden könnten wie Stahlwerke, oder in der eine Top-Organisation der internationalen Wissenschaft residieren könnte.“

„[E]s ist eins der letzten, mit Verve probierten Beispiele des sogenannten »internationalen Stils«, der die Architektur reduziert auf Material und Proportion: Sie will selbst nichts ausdrücken, sie will nur das Gehäuse sein, das seinen Benutzern (politischen) Ausdruck erlaubt. (…) Tatsächlich ist das Gebäude beinahe makellos: ausgewogen, gut proportioniert, bis in die Details sehr gewissenhaft durchgeformt. (…) Was diesen Entwurf auszeichnet, ist seine formale Zurückhaltung gegenüber dem Palais Schaumburg (…), es ist die unaufdringliche Einfügung in die Parklandschaft, es ist auch seine innere, ursprünglich von dem Anspruch der Teamarbeit im Amt stimulierte Flexibilität, die viele Grundrißformen zuläßt.“

## Denkmalschutz
Das Areal des ehemaligen Bundeskanzleramts steht als Gesamtobjekt seit dem 7. Mai 2007 unter Denkmalschutz, während als zugehörige Einzeldenkmäler bereits zuvor das Palais Schaumburg, der Kanzlerbungalow von 1963/64 sowie die Großplastik Large Two Forms unter Schutz standen. Zum Umfang des Baudenkmals gehören auch die Erweiterungsbauten des Palais Schaumburg von 1954 (Häuser II und III; „Altes Kanzleramt“), das Kanzler-Teehaus von 1957 sowie der rund 80.000 m² große Park mit Mauer zur Rheinpromenade und den darin aufgestellten Plastiken und Skulpturen als integrale Bestandteile des Gesamtdenkmals. Bei letzteren handelt es sich neben den als Einzelobjekt unter Schutz stehenden Large Two Forms um den Figurenbaum (1957/58) von Bernhard Heiliger, die Skulptur (Große) Maternitas (1957/58) von Fritz Koenig, die Drei Stelen (1965) von Paul Dierkes und die sechs Bodenreliefs (s. o.) von Erich Hauser.